# La Flèche noire (Johan et Pirlouit)
Pour le roman, voir La Flèche noire.
La Flèche noire est la douzième histoire de la série Johan et Pirlouit de Peyo. Elle est publiée pour la première fois du no 977 au no 998 du journal Spirou. Puis est publiée sous forme d'album en 1959.

## Résumé
Une bande de brigands opère dans le Royaume et dévalise systématiquement les convois partant du château du Roi ; ils déjouent mystérieusement l'ensemble des opérations visant à les mettre hors d'état de nuire. Johan et Pirlouit vont par hasard rejoindre la bande afin de démasquer le traître qui envoie chaque nuit, à l'aide d'une flèche noire tirée depuis le château du Roi, un parchemin contenant des informations sur les itinéraires des convois.

## Personnages
- Barbe (Dame)
- Bausillon (Messire de)
- Biquette
- Chef des brigands
- Isabeau (Dame)
- Johan
- Jules (P'tit)
- Monfort (Messire de)
- Morteflate (Sénéchal du Baron de)
- Pirlouit
- Le Roi
- Le Comte de Tréville (Messire de)

## Historique

Logo apparu dans Spirou.

L'histoire commence sa publication dans le no 977 du journal Spirou daté du 3 janvier 1957. Un mois sépare le début de cette histoire à suivre de la fin de la précédente : La Source des dieux. De plus, Peyo a publié dans le spécial Noël une courte histoire de deux planches intitulée Veillée de Noël qui met Pirlouit en vedette, preuve que le lutin créé en 1954 est devenu important dans la série aussi bien pour son auteur que pour les lecteurs. Pour cette histoire, Peyo s'inspire de son histoire L'Attaque du Château publiée dans le journal Le Soir, où il avait déjà utilisé l'idée de l'homme masqué agissant la nuit pour prévenir l'ennemi. La fin de la publication a lieu dans le no 997 du 30 mai 1957.

## Publication

### Revues
L'histoire La Flèche noire commence sa publication dans le no 977 du journal Spirou du 3 janvier 1957. Elle est publiée régulièrement à raison de deux planches par numéro jusqu'au no 998 du 30 mai 1957.
| Planche  | Numéro | Page     | Date            |
| -------- | ------ | -------- | --------------- |
| 1 et 2   | 977    | 3 et 4   | 3 janvier 1957  |
| 3 et 4   | 978    | 27 et 28 | 10 janvier 1957 |
| 5 et 6   | 979    | 27 et 28 | 17 janvier 1957 |
| 7 et 8   | 980    | 27 et 28 | 24 janvier 1957 |
| 9 et 10  | 981    | 27 et 28 | 31 janvier 1957 |
| 11 et 12 | 982    | 5 et 6   | 7 février 1957  |
| 13 et 14 | 983    | 25 et 26 | 14 février 1957 |
| 15 et 16 | 984    | 25 et 26 | 21 février 1957 |
| 17 et 18 | 985    | 25 et 26 | 28 février 1957 |
| 19 et 20 | 986    | 5 et 6   | 7 mars 1957     |
| 21 et 22 | 987    | 25 et 26 | 14 mars 1957    |
| 23 et 24 | 988    | 25 et 26 | 21 mars 1957    |
| 25 et 26 | 989    | 29 et 30 | 28 mars 1957    |
| 27 et 28 | 990    | 29 et 30 | 4 avril 1957    |
| 29 et 30 | 991    | 16 et 17 | 11 avril 1957   |
| 31 et 32 | 992    | 20 et 21 | 18 avril 1957   |
| 33 et 34 | 993    | 16 et 17 | 25 avril 1957   |
| 35 et 36 | 994    | 12 et 13 | 2 mai 1957      |
| 37 et 38 | 995    | 12 et 13 | 9 mai 1957      |
| 39 et 40 | 996    | 12 et 13 | 16 mai 1957     |
| 41 et 42 | 997    | 12 et 13 | 23 mai 1957     |
| 43 et 44 | 998    | 12 et 13 | 30 mai 1957     |

### Album
L'histoire est publiée pour la première fois en album en 1959 aux éditions Dupuis comme septième album de la série, elle est régulièrement republiée jusqu'en 1985.

### Intégrales
Dans les années 1980, les éditions Rombaldi font paraître une intégrale de l'œuvre de Peyo ; l'histoire La Flèche noire est publiée dans le septième tome en avril 1987. À la fin des années 2000, les éditions Dupuis publient une intégrale des histoires de la série ; La Flèche noire est publiée dans le troisième tome intitulé Brigands et malandrins, sorti en mars 2009.